# Ahmed Adel
Ahmed Adel (5 novembre 1974) è un ex calciatore emiratino, di ruolo centrocampista.